# Léopold Willaert
Compléments
Willaert était un spécialiste du jansénisme belge
Léopold Willaert, né le 19 mars 1878 à Bruges en Belgique et mort le 31 octobre 1963 à Namur en Belgique, est un jésuite belge, historien, écrivain et spécialiste du jansénisme.

## Biographie
Entré dans la Compagnie de Jésus en 1895, Léopold Willaert fait deux ans de noviciat à Tronchiennes (Gand). Il commence ensuite ses études d’histoire aux facultés universitaires de Namur. Après une interruption pour étudier la philosophie à Stonyhurst en Angleterre (1900-1903) Willaert revient en Belgique où il obtient son doctorat en histoire en 1905. Destiné à être bollandiste, il se spécialise à l’École nationale des chartes de Paris (1912-1913). À son retour de Paris il est cependant nommé professeur d’histoire aux facultés de Namur où il enseigne toute sa vie active, soit de 1913 à 1956.
Willaert fut un professeur brillant et un chercheur précis et exigeant. Ses études sur le jansénisme et les controverses autour de la relation entre grâce divine et la liberté humaine furent l’objet de ses publications les plus importantes. Il participa à un important projet de modernisation de l’enseignement de l’histoire dans les écoles et collèges secondaires de Belgique. Son Histoire de Belgique (1929) fut à la source de la mise à jour de nombreux manuels scolaires. 
Sa compétence fut largement reconnue : Willaert fut le président du conseil de la Bibliothèque royale de Belgique, membre du Comité national des sciences historiques, de l’Académie royale d’archéologie de Belgique et de la Commission d’histoire ecclésiastique.

## Écrits
- Le Moyen Âge, Namur, 1927
- Histoire de Belgique, Tournai, 1929
- Les origines du jansénisme dans les Pays-Bas catholiques, Bruxelles, 1948
- Bibliotheca janseniana belgica, 3 vol., Louvain, 1949-51